# Borut Kržišnik
Borut Kržišnik, slovenski skladatelj, * 7. oktober 1961, Zagreb.
Kržišnik je skladatelj avangardne in sodobne glasbe ter eklekticizma. Živi in deluje v Ljubljani.

## Biografija

### Zgodnja leta
Kot otrok diplomatske družine se je mnogokrat selil po nekdanji Jugoslaviji (Hrvaška, Srbija, Slovenija) in tujini (Romunjia). Dve leti po njegovem rojstvu se je njegova družina preselila v Romunijo, kjer je bil njegov oče imenovan na mesto jugoslovanskega diplomatskega atašeja v Bukarešti. Ko je dopolnil 6 let, so se preselili v Beograd, kjer je preživel zgodnje otroštvo. Leta 1973 so se dokončno ustalili v Ljubljani, ki je postala njegovo stalno bivališče. 
Življenje v različnih okoljih in izkušnja mnogih mentalitet je izoblikovala njegovo razumevanje različnosti in končno tudi njegov širok pristop do glasbe. Svojo glasbeno pot je začel s klavirjem in je za časa bivanja v Beogradu obiskoval glasbeno šolo. Po selitvi v Ljubljano je prekinil z glasbenim šolanjem in kot samouk nadaljeval s kitaro ter skozi osemdeseta leta gradil svoj edinstven skladateljski jezik. Na Filozofski fakulteti v Ljubljani je diplomiral iz psihologije (1987), a se je kmalu poklicno posvetil glasbi.

### Kariera
Njegov prvi album Currents of Time (1991) sestavlja 14 samostojnih skladb. Zasedbo tvorijo številni inštrumenti tako iz popularnih kot iz bolj klasičnih zasedb, ki se svobodno gibljejo v strukturi skladb. S sodelujočimi glasbeniki je delal in raziskoval skozi daljše časovno obdobje ter snemal s vsakim posebej. Glasbo je gradil na njihovih specifičnih karakterjih, kontrastih ter soočenjih med njimi. To je najbolj neposreden in spontan album v njegovem opusu.
La Dolce Vita (1995), njegov drugi album, zaznamuje obdobje delovanja petčlanske glasbene skupine Data Direct, ki jo je skladatelj ustanovil leta 1993. Glasba se giblje na področju eklekticizma in gradi na konfrontaciji med komponirano in improvizirano glasbo. Tonalnost ali atonalnost, akademskost ali popularnost, žanrovskost ali ne, vse to so skrajnosti, med katerimi se skladatelj svobodno giblje. Skupina je nastopila na festivalih (Druga godba, 1993; Synthesis – Music of the 21th Century festival, Skopje; 1994, Vorax, Vicenza, 1994 itd). Po izidu albuma je skupina prenehala z delovanjem.
Stories from Magatrea (1997) je njegov tretji album. Zgodbe se ne navezujejo na noben poseben dogodek, ampak se nanašajo na delo Douglasa Adamsa in motiv najbolj uspešne industrije v zgodovini človeštva - proizvodnje celih planetov po naročilu. Ta velikanska industrija ima svoj sedež na planetu Magatrea in jo vodijo inženirji človeških želja. Zgodbe se seveda dogajajo kjerkoli in kadarkoli. Pripovedujejo nam o povezanosti realnosti in iluzij. To delo nas, tako kot njegove predhodni albumi, znova preseneča s svojo evokativno sliko, ludistično močjo in eruditskim humorjem.
Magatrejske zgodbe so prelomni album, saj je postavil temelje, na katerih slonijo tudi kasnejši albumi. Svoj način skladanja skladatelj opiše tako, da, povedano poenostavljeno, uporablja žive glasbenike in klasične načine skladanja na eni ter virtualne inštrumente (npr. virtualni orkester) in napredno tehnologijo na drugi strani in jih postavi v aktivno konfrontacijo. Na ta način integrira živo igranje s programsko tehnologijo na računalniški platformi in s tem preizprašuje pozicijo humanosti znotraj materialnega sveta.
Album Valse Brutal (2009) vsebuje sedem samostojnih skladb, ki se pretežno gibljejo na najvišjih nivojih dinamike in v turbulentni artikulaciji besa in agitiranosti. Vsebinski okvir tvori življenjska zgodba nekega novinarja, ki je večino svoje kariere poročal iz vojnih žarišč. Tekom svoje dolge kariere je s vsakodnevnimi izkušnjami spoznal, kako se ljudje težko iztrgajo iz začaranega kroga nasilja ter so prisiljeni, da sprejmejo brutalnost kot nekaj normalnega in smrt kot del svojega vsakdana. Na koncu tudi sami več ne želijo prekiniti z nasiljem.
Album Lightning (2013) sestavlja osem skladb, ki pokrivajo širok razpon od eterične zračnosti do viharne energičnosti. Tovrstno dinamiko neprestanih ciklov grajenja in rušenja skladatelj ne pripisuje samo naravnim, temveč tudi družbenim pojavom. Pri tem se sprašuje, v kolikšni meri lahko nadzorujemo destruktivne pojave v družbi in pri tem problematizira moč človekove volje pri oblikovanju bolj pravične družbe.
Album Dancing Machine (2020) je sestavljen iz devetih skladb, ki naslavljajo novo veliko poglavje v človeški zgodovini - informacijsko revolucijo. Osredotoča se na ključni moment nove paradigme in to je dinamika integracije med človekom in umetno inteligenco ter raziskuje, kakšna bo vloga človeka v prihodnosti, kjer bo ta vse bolj dominantna. Umetna inteligenca ni nič drugega kot podaljšek našega intelekta, ki s svojo neznansko zmogljivostjo spravlja civilizacijski razvoj v vrtoglavi, eksponentni pospešek. S tem ne ustvarja samo osupljive dosežke, temveč tudi doslej še nevidene izzive in pri tem postavlja človeka pred imperativ, da redifinira tisto, kar smatra za človeško.

### Sodelovanja
Glasba Boruta Kržišnika je uporabljena v številnih filmskih, plesnih, gledaliških in drugih projektih. Intenzivno je sodeloval z britanskim filmskim režiserjem Petrom Greenawayem in je spisal glasbo za film A Life in Suitcases, The Moab Story in Vaux to the Sea. (Slednja sta sestavna dela trilogije The Tulse Luper Suitcases). Filmi se nanašajo na življenje Tulsa Luperja, alterega samega režiserja, ki se prepleta z dogodki, ki so usodno zaznamovali zgodovino dvajsetega stoletja. Zanimivost, ki dobro opisuje Greenawayev način dela je, da je skladatelj glasbo zložil pred začetkom snemanja filma in ne po snemanju in montaži, kot je to običajno. Na ta način Peter Greenaway analizira glasbo že pred samim snemanjem z namenom, da uskladi filmsko snemanje z glasbo in s tem v svojem značilnem slogu oblikuje večplastnost in pomenskost filma. Filmi so bili predstavljeni na skoraj vseh večjih festivalih (Cannes, Venice, Berlin, Rotterdam, Tribeca, Toronto, Montreal, Chicago, Philadelphia, Hong Kong, Edinburgh in mnogi dugi). 
Album A Life in Suitcases je bil izdan leta 2005 in vsebuje glasbo, ki je uporabljena v trilogiji The Tulse Luper Suitcases in v integralni verziji A Life in Suitcases. 
Sodelovanje z Greenawayem obsega še naslednje projekte: The Greenaway Alphabet (dokumentarni film, režija: Saskia Boddeke, igra: Peter Greenaway), Reitdiep Joureys (dokumentarni film/multimedia), Gold – 92 palice v razbitem avtu (gledališka predstava, režija: Saskia Boddeke, libreto: Peter Greenaway), Grand Terp (“site-specific” instalacija), Sex and the Sea (multimedijska instalacija), Compton Verney (instalacija) in Zemljevid v paradiž (instalacija).
En najboljših primerov uporabe njegove glasbe v gledališču so gotovo predstave gledališkega in opernega režiserja Geralda Thomasa. V predstavah Nietzsche Contra Wagner (2000) and Anchorpectoris – United States of the Mind (2004) je glasba uporabljena kot eno od gibal, ki poganja Tomasovo »absolutno« gledališče, ki integrira v celoto različne gledališke govorice: od ti. »tradicionalnega« gledališča, baleta, opere pa do fizičnega gledališča.
Med plesnimi projekti je med najbolj pomembnimi njegovo sodelovanje s koreografom Edwardom Clugom, s katerim sta združila moči pri predstavah Sacre du Temps (2007), Skitzen (2010), Divine Comedy (2011), Songs for the mating season - Hommage a Stravinsky (2012). Predstave se gibljejo v polju sodobnega plesa in raziskovanju novega, hkrati pa oplojene z doktrino zgodovine plesa.
Glasbeni album Sacre du Temps, ki vsebuje glasbo za istoimensko plesno predstavo je bil izdan leta 2007. 
V obdobju 1980 - 2000 je pomembno tudi njegovo dolgoletno sodelovanje z gledališkim režiserjem Emilom Hrvatinom in britansko režiserko Julie-Anne Robinson, ki sta s svojimi avantgardnimi koncepti in drzno izvedbo bila kontinuirano prisotna na evropskih gledaliških odrih, z vrhunci v Picollo Teatro v Milanu, Bush Theatre ter Royal National Theatre (izobraževalni program) v Londonu.
Njegova sodelovanja vključujejo tudi naslednje umetnike: Thomas Noone, Natalia Horecna, Ana Lujan Sanchez, Katarzyna Kozielska, Isabelle Kralj, Josh Beamish, Virpi Pahkinen, Gyula Berger, Felice Lesser, Stefanie Nelson, Bruce Gomlewski, Vinko Möderndorfer, Sebastjan Horvat, Bojan Jablanovec, Borghesia in Laibach.

## Nagrade
- Nagrada Vesna za najboljšo glasbo za film Pokrajina št.2 na Slovenskem Filmskem Festivalu leta 2008,

- Prva nagrada za najboljšo glasbo za umetniški video Labyrinth na festivalu Napoli Danza Festival  leta 1994.

## Opus

### Albumi
- Dancing Machine – Claudio Records, UK, 2020
- Lightning  – Claudio Records, UK, 2013
- Valse Brutal – Claudio Records, UK, 2014 (KUD France Prešeren, 2009)
- Sacre du Temps – Claudio Records, 2013, (Station Zuid, Tilburg, 2007)
- A Life in Suitcases – Claudio Records, 2012 (First Name Soundtracks, London, 2006; KUD France Prešeren, 2005)
- Stories from Magatrea – Claudio Records, 2014, (Falcata-Galia Recordings, Realto, 1999, for Slovenia: KUD France Prešeren, Ljubljana, 1997)
- La Dolce Vita – Claudio Records, 2015 (FV, Ljubljana / Discordia, Willich, 1995)
- Currents of Time – Claudio Records, 2014 (Recommended Records, Point East, London, 1991; re-release: Tone Casualties, Hollywood, 1998)

### Glasba za ples
- Fill in the Blank  – glasba za sodobni ples, koncept: Stefanie Nelson, koreografija: Maya Orchin, Stefanie Nelson Dancegroup, New York, 2023
- Trap Ist - glasba za sodobni ples, koreografija: Felice Lesser, Felice Lesser Dance Company, New York, 2023
- Metamorphosis - glasba za sodobni ples, režija in koreografija: Isabelle Kralj in Mark Anderson, Theatre Gigante, Milwaukee, 2018
- Take Your Pleasure Seriously – glasba za sodobni ples, koreografija: Katarzyna Kozielska, Stuttgart Ballet, 2018
- Lightning – glasba za sodobni ples, koreografija: Felice Lesser, Felice Lesser Dance Company, New York, 2017
- Z distanco – glasba za sodobni ples, koreografija: Petra Stare, koreografija: Ana Romih, LG Nebo in KUD Qulenium Ljubljana,  2018
- The Death That Best Preserves – glasba za sodobni ples, koreografija: Natalia Horecna, The Royal Danish Theatre, Kobenhavn, 2015
- Waltz Epoca (Restless Creature) – glasba za sodobni ples, koreografija: Joshua Beamish, New York, 2014
- Catch – glasba za sodobni ples, koreografija: Ana Lujan Sanchez, Phoenix Dance Theatre, Leeds, 2012
- Songs for the Mating Season (Hommage a Stravinsky) – glasba za sodobni ples, koreografija: Edward Clug, SNG Maribor, 2012
- Korona – glasba za sodobni ples, koreografija: Virpi Pahkinen, Finish National Opera and Ballet, Helsinki, 2011
- Božanska komedija – glasba za sodobni ples, koreografija: Edward Clug, Bitef teatar in Budva grad teatar, 2011
- Državna proslava dneva neodvisnosti – glasba za sodobni ples, koreografija: Edward Clug, Cankarjev dom, 2011
- Glitch – glasba za sodobni ples, koreografija: Thomas Noone, Thomas Noone Dance, 2010
- Sketches - glasba za sodobni ples, koreografija: Edward Clug, Opera Graz.2010
- Les Oiseaux – glasba za sodobni ples, koreografija: Josh Beamish, Universitiy of Missouri, Kansas City, 2010
- The Merry Metronomes – glasba za sodobni ples, koreografija: Gyula Berger, Zero Balet, Budimpešta, 2010
- The Tragedy of Maria Macabre – glasba za sodobni ples, koreografija: Rechel Klein, New York, 2010 (ena skladba)
- Proximity Spiral – glasba za sodobni ples, koreografija: Stefanie Nelson, Stefanie Nelson Dancegroup, 2010 (3 compositions)
- Sacre du Temps – glasba za sodobni ples, koreografija: Edward Clug, Station Zuid, 2007
- File not Found – glasba za sodobni ples, koreografija: Massimiliano Volpini, Bienale Zagreb, 2005
- I still don’t know – glasba za sodobni ples, koreografija: Isabelle Kralj, SNG Opera and ballet Ljubljana, 2005

### Glasba za film
- The Greenaway Alphabet  – dokumentarni film, režija: Saskia Bodekke, 2017
- Family album – dokumentarni film, režija: Nishtha Jain, Raintree films, India, 2011
- Pokrajina št. 2 – celovečerni film, režija: Vinko Möderndorfer, Forum Ljubljana, 2008
- Paper Prince – celovečerni film, režija: Marko Kostić, Luksfilm, 2008
- Impresije velemesta – celovečerni film, režija: Amir Muratović, Slovenija, 2009
- Fabiani Plečnik – dokumentarni film, režija: Amir Muratović, RTS, 2008
- A Life in Suitcases – celovečerni film, režija: Peter Greenaway, Kasander Film, 2005
- Vaux to the See (drugi del trilogije The Tulse Luper Suitcases) – celovečerni film, režija: Peter Greenaway, Kasander Film, 2003
- The Moab Story (1st part of the trilogy The Tulse Luper Suitcases) – celovečerni film, režija: Peter Greenaway, Kasander Film, 2003
- The Reitdiep Journeys – celovečerni film, režija: Peter Greenaway, Dutch TV, 2001

### Glasba za gledališče
- Um Tartufo – glasba za fizično gledališče, režija: Bruce Gomlewski, CIA Teatro Esplendor, Rio de Janeiro, 2018
- Nein – glasba za sodobno gledališče, režija: Vlado Gotvan, Kino Šiška, 2016
- She Who Remains Nameless – glasba za sodobno gledališče, režija: Vlado Repnik, Kino Šiška, 2017
- Nekaj sporočil za vesolje – glasba za gledališče, režija: Sebastjan Horvat, SNG Drama, 2014
- Pillowman (O Homem Travesseiro) – glasba za gledališče, režija: Bruce Gomlevsky, Rio de Janeiro, 2011
- Anchorpectoris – glasba za sodobno gledališče, režija: Gerald Thomas, La MaMa, New York, 2004
- Gold, 92 Golden Bars in the Crashed Car – glasba za sodobno gledališče, režija: Saskia Boddeke, written: Peter Greenaway, Schaushpiel Frankfurt, 2001
- Nietzsche Contra Wagner – glasba za sodobno gledališče, režija: Gerald Thomas, SESC, Sao Paulo, 2000
- Drive in Camillo – glasba za sodobno gledališče, režija: Emil Hrvatin, Maska, Ljubljana, 2000
- Camillo – glasba za sodobno gledališče, režija: Emil Hrvatin, Picollo Teatro, Milano, 1998
- Two Gentlemen of Verona – glasba za sodobno gledališče, režija: Julie-Anne Robinson, Royal National Theatre, London 1999
- Yard – glasba za sodobno gledališče, režija: Julie-Anne Robinson, Bush Theatre, London, 1998
- Romeo and Juliet – glasba za sodobno gledališče, režija: Julie-Anne Robinson, C.F.T.C., Birmingham, 1996
- Novi organon - glasba za sodobno gledališče, režija: Emil Hrvatin, Društvo 51, 1994
- Celica - glasba za sodobno gledališče, režija: Emil Hrvatin, Theatre Mladinsko, 1995
- Moške fantazije - glasba za sodobno gledališče, režija: Emil Hrvatin, Theatre Mladinsko, 1997
- Banket - glasba za sodobno gledališče, režija: Emil Hrvatin, Društvo 51, 1997
- Ženska, ki neprestano govori - glasba za sodobno gledališče, režija: Emil Hrvatin, Inart, 1993
- Romulus Veliki - glasba za sodobno gledališče, režija: Bojan Jablanovec, Municipal Theatre, 1998
- Kje je Franc? - glasba za sodobno gledališče, režija: Pepi Sekulić, Panoptikon, 1996
- Zajtrk na travi - glasba za sodobno gledališče, režija & chor: Nataša Kos, Maska, Ljubljana and Danswerkplaats, Amsterdam, 1994
- Hey, Salvador - glasba za sodobno gledališče, režija: Matjaž Pograjc, Glej, 1991

### Glasba za performanse, instalacije in razstave
- O - AV performans, Project O, Kiblix, KID Kibla, 2022, Maribor
- Shelters of Babylon – AV performans, project O, Kiblix, KID Kibla, 2017, Maribor
- Sex and the Sea – instalacija, Peter Greenaway and Saskia Boddeke, Maritiem Museum, Rotterdam, 2013
- Koordinate zvoka: 11 – project O, Pritličje, 2017
- Preko vode do svobode – project O, video-audio-ples performans, Cirkulacija 2, 2016 in Kino Šiška, 2017
- Compton Verney – performance, director: Peter Greenaway, U.K., 2004
- Grand Terp in Groningen – razstava/ instalacija by Peter Greenaway, Kasander Film, Groningen, 2001
- Map to Paradise – razstava/ instalacija, Peter Greenaway, Museum, Ljubljana, 2000
- One Way – umetniški video, režija: Nataša Prosenc, RTS, 1996
- Painter, Do You Know Your Duty? – razstava / instalacija, VSSD, 1987
- The Fall of the Angel of Light – razstava, VSSD, 1988
- The Reason – instalacija, Nataša Prosenc, Mala Galerija, Ljubljana, RTS, 1996
- More – instalacija, Nataša Prosenc, Rihard Jakopič Gallery, 1997
- The Border – instalacija, Nataša Prosenc, RTS, 1997
- The Labyrinth – glasba za umetniški video, režija: Marina Gržinič & Aina Šmid, 1993

### Kompilacije
- Dancing/Listening – Unknown Public, London, 2003
- Trans Slovenia Express Vol.1 – Dallas, Ljubljana, 1994

### Izvedbe
- Love Song No.1 – orkester Slovenske filharmonije, conductor: Marko Letonja, Cankarjev dom, 1998
- Questions – Enzo Fabiani quartet, Š.O.U. Ljubljana, 1997
- Fire – elektronska izvedba, Narodni dom, Maribor, 2007

## Intervjuji
- Zoran Pistotnik, Sladko življenje, Dnevnik, 5. 9. 1995
- Miha Zadnikar, Data Direct: Sladko življenje, Mladina, julij 1995
- Rajko Muršič, La Dolce Vita, Glasbena Mladina, julij 1995
- Marko Plahuta, Sprejemanje različnosti, Republika, Kultura, 26. 6. 1995
- Jure Potokar, Hlad sladkega življenja, Delo, Razgledi, 27. 9. 1995
- Miha Zadnikar, Zeitgeisti zbledijo, ostane le dobro, Delo, Sobotna priloga, 30. 5. 1998;
- Ičo Vidmar, Borut Kržišnik: Magatrejske zgodbe, Mladina, 17. 3. 1998
- Zoran Pistotnik, Odprtost in bogate izkušnje, Dnevnik, 27. 1. 1998
- Uroš Smasek, Stvarjenje novih svetov, Večer, 19. 2. 1998
- Rajko Muršič, Skladatelj in dirigent Magatrejskega simfoničnega orkestra, Muska, november 1998
- Simona Furlan, Stopova intervjuja: Borut Kržišnik, Stop, 20. 2. 1998
- Peter Kus, Digitalne partiture virtualnih simfoničnih orkestrov, Muska, avgust 2003
- Vesna Milek, Zame je narava tudi kandelaber čez cesto, Delo, Sobotna priloga, 14. 6. 2003;
- Mitja Reichenberg, Glasbeno potovanje brez kovčkov, Delo, 17. 12. 2005
- Miha Zadnikar, Virtualni orkester za razbiranje duše, Ekran, avgust – september, 2006
- Igor Bašin, Skladatelj med virtualnim in realnim, Dnevnik, Kultura, 3. 1. 2006
- Luka Zagoričnik, Skladanje kot raziskovanje, Delo, 2008
- Andrej Predin, Brutalni valček Boruta Kržišnika, Delo, 20. 7. 2009;
- Jure Potokar, Brutalni valček, Delo, Polet, september 2009;
- Igor Bašin, Brez utvar, Dnevnik, Kultura, 8. 8. 2009;
- Igor Krivokapič, Iz slovenske glasbene ustvarjalnosti: Borut Kržišnik, Radio Slovenija, 3. program, Program ARS, 2009
- Gregor Bauman, Mejniki v procesu grajenja in rušenja, Dnevnik, Kultura, 23. 10. 2013
- Patricija Maličev, Je šepet, ki preglasi orkester, nemuzikalen?, Delo, Sobotna priloga, 14. 9. 2013
- Uroš Smasek, Iskrenje vidimo povsod, Večer, V soboto, 15. 6. 2013
- Igor Krivokapič, Glasbeni portret Boruta Kržišnika, Radio Slovenija, 3. program, Program ARS, 26. 5. 2013, 20:00 – 22:00
- Janko Petrovec, Neobvezno v nedeljo: Borut Kržišnik, Radio Slovenija, 1. program, 2. 6. 2013, 20:00 - 22:00
- Vesna Teržan, Objem nasprotij, Mladina, 6. 11. 2020
- Ingrid Mager, Kaj je za računalnik sočutje, Dnevnik, 27. 9. 2020;
- Pina Gabrijan, Borut Kržišnik: Živost glasbe oblikujemo prav z odstopanjem od popolne točnosti in uniformnosti, MMC RTV SLO, 20.03.2021;
- Primož Trdan, Izpod peresa slovenskih skladateljev: Borut Kržišnik, Radio Slovenija, 3. program, Program ARS, 13.11.2020, 13:05
- Bojan Tomažič, V računalniku ni duše, je pa ogromno znanja, Večer, 31. 1. 2021